# Tipula grisescens
Tipula grisescens är en tvåvingeart som beskrevs av Zetterstedt 1851. Tipula grisescens ingår i släktet Tipula och familjen storharkrankar. Arten är reproducerande i Sverige. Inga underarter finns listade i Catalogue of Life.